# Новоникольск (Большеулуйский район)
Новонико́льск — деревня  в Большеулуйском районе Красноярского края. Административный центр Новоникольского сельсовета.

## География
Деревня находится на расстоянии 9 км (по прямой) к северо-востоку от села Большой Улуй, административного центра района.

### Климат
Климат резко континентальный, с продолжительной морозной зимой и коротким тёплым летом. Средняя температура воздуха самого тёплого месяца (июля) составляет 17,9 °C; самого холодного (января) — −18,2 °C. Продолжительность безморозного периода составляет в среднем 105 дней. Среднегодовое количество атмосферных осадков составляет 474 мм, из которых 341 мм выпадает в период с апреля по октябрь.

## История
Основана на рубеже XIX и XX веков как переселенческий участок Избушечная падь. Впервые упоминается в 1894 году. В 1910 году была построена церковь. В 1911 году проживало 585 человек. Между 1910—1912 годами участок переименовали в Новоникольское.

## Население
| 2010 |
| ---- |
| 150  |

### Национальный состав
Согласно результатам переписи 2002 года, в национальной структуре населения русские составляли 92 % из 195 чел.

## Улицы
В селе имеются две улицы: ул. Нагорная и ул. Советская.